# Schwarzflecken-Kugelfisch
Der Schwarzflecken-Kugelfisch oder auch Zitronenkugelfisch (Arothron nigropunctatus) ist einer der häufigsten Kugelfische in den Korallenriffen des Indopazifik. Sein genaues Verbreitungsgebiet reicht von der Küste Ost- und Südafrikas bis Australien, den Line Islands, Japan und Neukaledonien. Er lebt in flachen, korallenreichen Zonen, nicht tiefer als 25 Meter.
Die Fische werden 33 Zentimeter lang und haben eine sehr variable Färbung, hell- und dunkelgrau, bräunlich oder gelb mit blauem Rücken oder vollständig blau. Immer haben sie einige schwarze Flecken unregelmäßig über den Körper verteilt.
Der Schwarzflecken-Kugelfisch ernährt sich von Korallenpolypen, die er frisst, indem er die Spitzen von astförmigen Korallen, wie den Acroporen, komplett abbeißt. Daneben frisst er Mollusken und Krebse.
Er ist beliebt als Bewohner öffentlicher Schau- und Zooaquarien, kann aber nicht mit wirbellosen Tieren vergesellschaftet werden.